# Escut de Nova Caledònia
A l'escut de Nova Caledonia apareixen representats la closca d'un nàutil, situat davant d'un pi de Cook o pi de Nova Caledònia, endèmic de l'arxipèlag, representat esquemàticament, i una flèche faîtière, espècie de tòtem típic canac situat habitualment sobre les teulades dels habitatges. Aquest símbol també figura en una bandera no oficial d'ús local adoptada pel Front d'Alliberament Nacional Canac Socialista.
A la part inferior de l'escut apareix representat el mar amb dos traços ondulats.
Aquests mateixos símbols, apareixen també a la bandera del govern de Nova Caledònia.